# Nationalstraße 2 (Irland)
Die Nationalstraße 2, (englisch N2 road, irisch bóthar N2), ist eine 133 km lange Nationalstraße in der Republik Irland, die vom Dubliner Autobahnring M50 motorway nach Nordnordwesten nach Ardee, Carrickmacross und Monaghan führt. Bei Aughnacloy geht die N2 in die nordirische A5 road über.
Zwischen Junction 2 und einem Kreisverkehr nördlich von Ashbourne wurde die N2 durch den M2 motorway ersetzt.